# Nemegtonykus
Nemegtonykus („dráp ze (souvrství) Nemegt“) byl rod teropodního dinosaura z kladu Alvarezsauroidea a čeledi Alvarezsauridae, který žil v období svrchní křídy (geologický stupeň kampán, asi před 75 miliony let) na území dnešního jižního Mongolska (Jihogobijský ajmag).

## Objev
Fosilie tohoto dinosaura byly objeveny roku 2008 v sedimentech souvrství Nemegt (lokalita Altan-Úl III) v asociaci s početnými fosilními kostrami oviraptorosaurů. Celkem byly identifikovány dva kosterní exempláře nového druhu, který byl v říjnu roku 2019 formálně popsán jako Nemegtonykus citus.

## Význam a popis
Objev nemegtonyka dokládá, že alvarezsauridi byli v ekosystémech souvrství Nemegt mnohem hojnější a druhově rozmanitější, než se dříve předpokládalo. Jedná se také o první objev dinosaura z této skupiny od roku 1993, kdy byl formálně popsán druh Mononykus olecranus.
Nemegtonykus byl malým, zřejmě všežravým nebo hmyzožravým dinosaurem, jehož délka je odhadována asi na 1 metr a hmotnost zhruba na 3,4 kilogramu.